# Dominique Barthélemy (Historiker)
Dominique Barthélemy (* 7. Oktober 1953) ist ein französischer Mittelalterhistoriker. Er lehrte bis zu seiner Emeritierung als Professor an der Sorbonne Université und hatte den Lehrstuhl für Geschichte des feudalen Frankreichs an der École pratique des hautes études inne.

## Leben
Er wurde 1972 an der École normale supérieure aufgenommen und bestand 1975 die Agrégation (Staatsprüfung für das höhere Lehramt) im Fach Geschichte. Seine Lehrer waren Pierre Toubert und insbesondere Georges Duby, dessen Werke inzwischen zum Teil abgelehnt werden, was auf die Arbeiten seines Schülers zurückgeht. Nach einem Stipendium der Fondation Thiers schloss Barthélemy 1980 seine Dissertation (Thèse de 3e cycle) über die Herrschaft Coucy (Les deux âges de la seigneurie banale. Pouvoir et société dans la terre des sires de Coucy (milieu du XIe–milieu du XIIIe siècle)) ab und erhielt das Doktorat der Universität Paris IV. An dieser lehrte er von 1979 bis 1992 als wissenschaftlicher Assistent bzw. Maître de conférences (Dozent). Seine Thèse d’État (entspricht etwa einer Habilitation) über Die Gesellschaft in der Grafschaft Vendôme vom Jahr 1000 bis zum 14. Jahrhundert, die von Pierre Toubert betreut wurde, verteidigte er 1991 an der Université Paris 1 Panthéon-Sorbonne. 
Im Jahr darauf wurde er als Professor für Geschichte des Mittelalters an die Universität Paris XII (Val-de-Marne) berufen. Zusätzlich übernahm er 1994 als Directeur d’études den Lehrstuhl für die Geschichte des feudalen Frankreichs an der École pratique des hautes études (EPHE). Von der Universität Paris XII wechselte er 2000 auf eine Professur für Politische und soziale Geschichte des Mittelalters an der Universität Paris IV, die 2018 in der Sorbonne Université aufging. Von 2011 bis 2014 leitete er zudem die CNRS-Forschungsgruppe „Die Kapetinger und ihr Königreich (987–1328): Territoriale, administrative und dokumentarische Dynamiken“. 2012 wurde er zum korrespondierenden und 2020 zum ordentlichen Mitglied der Académie des Inscriptions et Belles-Lettres gewählt (als Nachfolger Gilbert Lazards). Von 2012 bis 2017 war er Seniormitglied des Institut Universitaire de France. Inzwischen ist er emeritiert. 2025 wurde er zum auswärtigen Mitglied der British Academy ernannt.
Seine Spezialgebiete sind die Geschichte des kapetingischen Frankreichs im Hochmittelalter, Geschichte der feudalen Gesellschaft, Geschichte des Rittertums und des feudalen Krieges (insbesondere Schlacht bei Bouvines), historische Anthropologie (feudale Praktiken und Verhaltensweisen) und Historiographie.

## Ansichten
Zunächst analysiert Dominique Barthélemy, was einige Historiker als die „Wende des Jahres 1000“ bezeichnet haben, und versucht zu zeigen, dass dieses Datum keinen besonderen Bruch darstellte, da sich die Gesellschaft seit dem Hochmittelalter langsam und stetig entwickelte. So entstand das Rittertum in der Karolingerzeit und die Leibeigenschaft begann gleichzeitig an Bedeutung zu verlieren. Er widerspricht damit der Sicht von Jean-Pierre Poly und Éric Bournazel (La mutation de l’an mil a-t-elle eu lieu ? Servage et chevalerie dans la France des Xe et XIe siècles).
Ebenso deutet er auch die Rolle des Klerus hinsichtlich der feudalen Gewalt des 11. Jahrhunderts in Chevaliers et miracles : la violence et le sacré dans la société féodale: Die Kirche habe die Schwachen schon lange beschützt, so Dominique Barthélemy, aber er zeigt auch auf, dass Herrschaft und Kleriker miteinander verbunden waren, um ihre jeweilige Macht über die Bauern aufrechtzuerhalten.
Schließlich zeichnet Dominique Barthélemy in seinem 2007 erschienenen Werk La chevalerie. De la Germanie antique à la France du XIIe siècle ein neues Bild des Rittertums im elften und zwölften Jahrhundert. Wieder gibt die Kirche das Bild einer Ritterlichkeit vor, die durch den Frieden Gottes zur Milde gemahnt und diszipliniert wird. Dem Verfasser zufolge geschieht diese Abmilderung der Ritterschaft an den Fürstenhöfen, an denen aus dem Kampf eine Festlichkeit wird.

## Veröffentlichungen
- Les deux âges de la seigneurie banale. Pouvoir et société dans la terre des sires de Coucy. (Milieu du XIe–milieu XIIIe siècle) (= Publications de la Sorbonne. Série Histoire ancienne et médiévale. 12). Préface de Pierre Toubert. Éditions de la Sorbonne, Paris 1984, ISBN 2-85944-073-9 (Zugleich: Paris, Université Paris 4, Thèse de 3e cycle, 1980; préparée sous la direction de Jean-François Lemarignier puis d’Olivier Guillot).
- L’Ordre seigneurial. XIe–XIIe siècle (= Nouvelle Histoire de la France médiévale. 3 = Points. Histoire. 203). Éditions du Seuil, Paris 1990, ISBN 2-02-011554-9.
- La société dans le comté de Vendôme. De l’an mil au XIVe siècle. Fayard, Paris 1993, ISBN 2-213-03071-5 (Zugleich: Paris, Université Paris 1, Thèse d’État, 1991: Le vendômois du dixième au quatorzième siècle. Institutions seigneuriales et société. Première médaille du Concours des antiquités de la France en 1994, Académie des inscriptions et belles-lettres[3]).
- La mutation de l’an mil a-t-elle eu lieu? Servage et chevalerie dans la France des Xe et XIe siècles. Fayard, Paris 1997, ISBN 2-213-59998-X.
- L’an mil et la Paix de Dieu. La France chrétienne et féodale 980–1060. Fayard, Paris 1999, ISBN 2-213-60429-0.
- Chevaliers et miracles. La violence et le sacré dans la société féodale. Colin, Paris 2004, ISBN 2-200-26619-7.
- La chevalerie. De la Germanie antique à la France du XIIe siècle. Fayard, Paris 2007, ISBN 978-2-213-62284-2 (Édition revue et augmentée. (= Collection Tempus. 446). Perrin, Paris 2012, ISBN 978-2-262-03720-8).
- Nouvelle Histoire des Capétiens. 978–1214 (= L’Univers historique.). Éditions du Seuil, Paris 2012, ISBN 978-2-02-085163-3.
- La bataille de Bouvines. Histoire et légendes. Perrin, Paris 2018, ISBN 978-2-262-06531-7.